# Kasori-Muschelhaufen

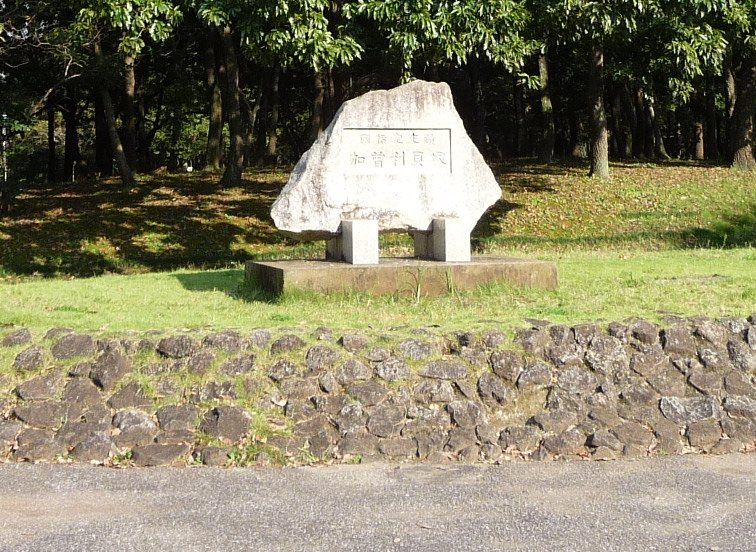
Kasori-Muschelhaufen

Kasori-Muschelhaufen (japanisch 加曽利貝塚, Kasori Kaizuka) sind Muschelhaufen und damit archäologische Fundplätze aus der mittleren bis späten Jōmon-Zeit. Sie sind weltweit die größten archäologisch erschlossenen Muschelhaufen. Sie befinden sich im Stadtteil Sakuragi im heutigen Bezirk Wakaba der Stadt Chiba, Präfektur Chiba. Nachdem der nördliche Muschelhaufen 1971, der südliche 1977 zunächst zur historischen Stätte erklärt wurden, hat man beide Muschelhaufen 2017 zur besonderen historischen Stätte deklariert.

## Überblick

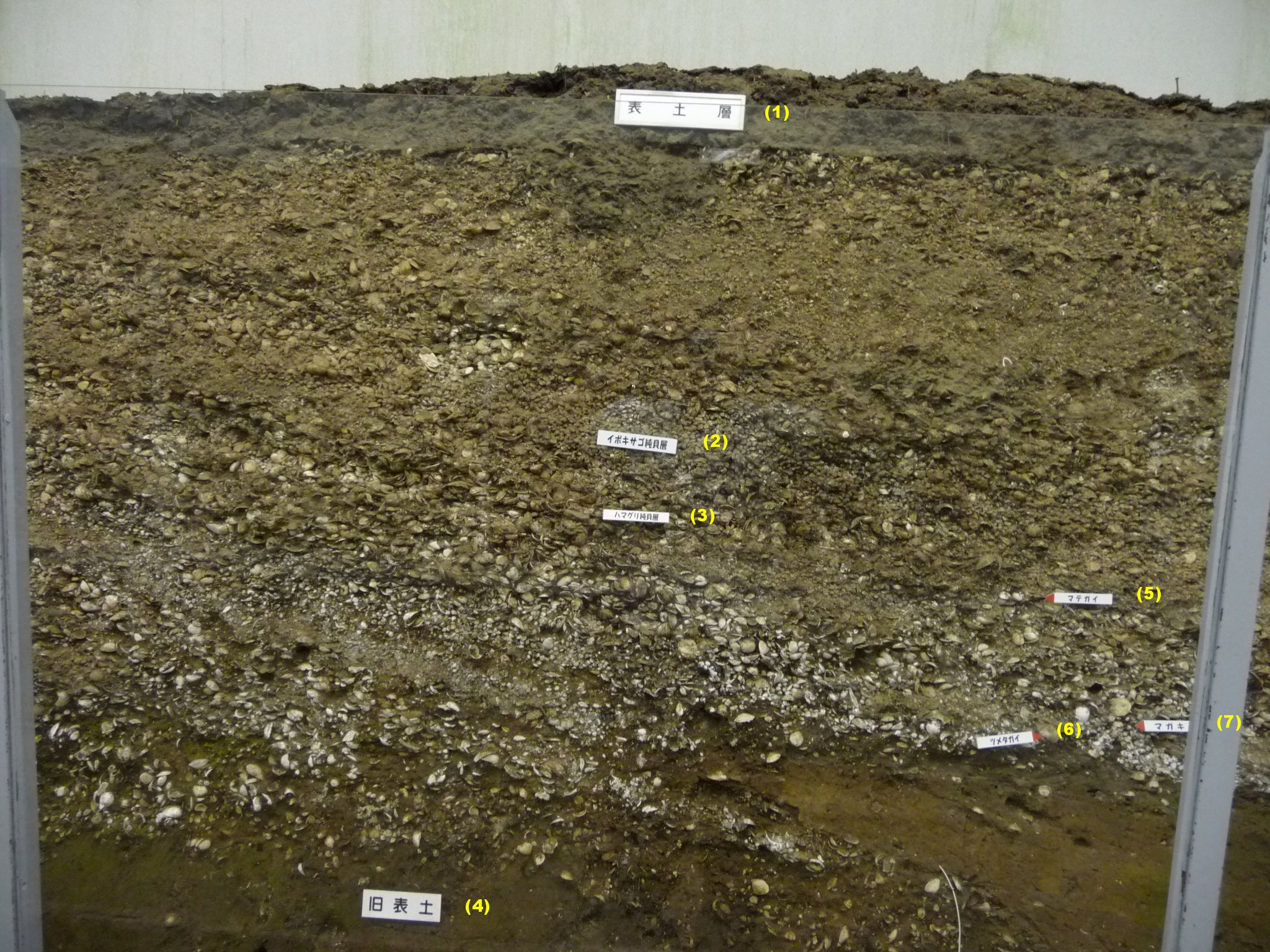
Schnitt durch den nördlichen Muschelhaufen

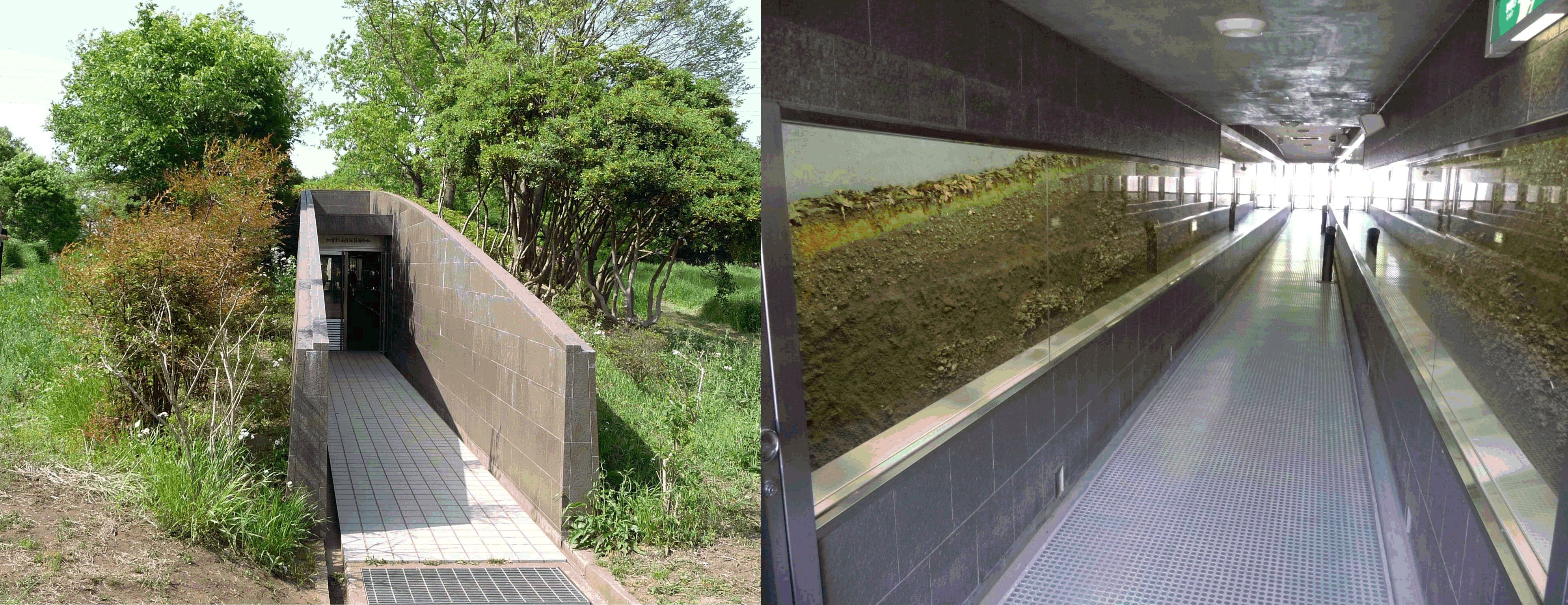
Schnitt durch den südlichen Muschelhaufen

Die Ausgrabungsstätte befindet sich auf einer Ebene, die sich zwei Kilometer flussaufwärts am Sakatsuki Nebenfluss des durch Chiba fließenden Miyako Flusses, ca. 500 m in Ost-West- und 800 m Nord-Süd-Ausdehnung erstreckt. Der nördlich gelegene Muschelhaufen besitzt einen Durchmesser von 130 m, der südlich gelegene einen Durchmesser von 170 m. Die Gesamtanlage der Muschelhaufen ergibt auf 13 Hektar die Form einer Acht. Die gesamte Ausgrabungsstätte liegt im Kasori-Muschelhaufen-Park, zu dem auch das Kasori-Muschelhaufen-Museum gehört. Auf dem Gelände befinden sich neben den beiden großen zahlreiche kleinere Muschelhaufen aus der Jōmon-Zeit und 7000 Jahre alte Siedlungsreste. Der nördliche Muschelhaufen entstand im Laufe von 1000 Jahren vor ca. 5000 Jahren in der mittleren, der südliche, hufeisenförmige vor ca. 4000 Jahren in der späten Jōmon-Zeit. Neben den Überresten von Tongefäßen wurden auch Knochen von Hunden und menschliche Gebeine aufgefunden.

## Ausgrabungsgeschichte
Zuerst hat Ueda Eikichi 1887 in einem „Report über Muschelüberreste in Shimonousa Chiba-gun“ (下総国千葉郡介墟記) der Fachwelt von der Fundstätte berichtet. 1907 bestätigte sich durch eine Untersuchung der wissenschaftlichen Gesellschaft für Anthropologie Tokio, dass es sich um den bedeutendsten Muschelhaufen Japans handelt.
1963 wurde bei Erdarbeiten auf dem heutigen Ausgrabungsgelände ein Teil des südlich gelegenen Muschelhaufens zerstört. Daraufhin wurden die Bemühungen um die Erhaltung verstärkt. Im März 1964 erwarb die Stadt Chiba fünf Hektar des Geländes, auf dem sich der nördliche Muschelhaufen befand und bewirtschaftete das Gelände als Park. 1966 wurde das Kasori-Muschelhaufen-Museum mit einer Ausstellung ausgegrabener Tonwaren, Steinwerkzeugen und Knochen eröffnet. 1972 dann konnte die Stadt Chiba auch das Gelände, auf dem sich der südliche Muschelhaufen befand, erwerben.
NHK berichtete im September 2019, dass die Ausgrabungsstätte durch einen umgestürzten Baum infolge eines Taifuns beschädigt wurde. Der Baum hat ein ca. 1,5 m tiefes und 4 m breites Loch gerissen und dadurch Teile des Muschelhaufens freigelegt und Artefakte zerstreut.